# Dicranota (Rhaphidolabis) ferruginea
Dicranota (Rhaphidolabis) ferruginea is een tweevleugelige uit de familie Pediciidae. De soort komt voor in het Palearctisch gebied.